# Comuni della Bosnia ed Erzegovina

Comuni della Bosnia ed Erzegovina

I comuni della Bosnia ed Erzegovina (in bosniaco: općina/опћина; in serbo: opština/општина; in croato: općina) costituiscono l'unità amministrativa locale del Paese e la suddivisione interna ai cantoni (nella Federazione di Bosnia ed Erzegovina) e alle regioni (nella Repubblica Serba di Bosnia ed Erzegovina), queste ultime prive di rilevanza amministrativa.
Prima dell'indipendenza dalla Jugoslavia erano contemplati 109 comuni, dieci dei quali erano parte dell'area metropolitana di Sarajevo; dopo l'indipendenza e la guerra sono saliti a 142, di cui 79 nella Federazione di Bosnia ed Erzegovina, 62 nella Repubblica Serba, e il distretto di Brčko, che è indipendente dalle due entità.

## Comuni della Federazione di Bosnia ed Erzegovina

### Cantone della Bosnia Centrale
- Bugojno
- Busovača
- Dobretići
- Donji Vakuf
- Fojnica
- Gornji Vakuf-Uskoplje
- Jajce
- Kiseljak
- Kreševo
- Novi Travnik
- Travnik
- Vitez

### Cantone dell'Erzegovina-Narenta
- Čapljina
- Čitluk
- Jablanica
- Konjic
- Mostar
- Neum
- Prozor-Rama
- Ravno
- Stolac

### Cantone dell'Erzegovina Occidentale
- Grude
- Ljubuški
- Posušje
- Široki Brijeg

### Cantone 10
- Bosansko Grahovo
- Drvar
- Glamoč
- Kupres
- Livno
- Tomislavgrad

### Cantone del Podrinje bosniaco
- Goražde
- Pale-Prača
- Foča-Ustikolina

### Cantone della Posavina
- Domaljevac-Šamac
- Odžak
- Orašje

### Cantone di Sarajevo
- Centar
- Hadžići
- Ilidža
- Ilijaš
- Novi Grad
- Novo Sarajevo
- Stari Grad
- Trnovo
- Vogošća

### Cantone di Tuzla
- Banovići
- Čelić
- Doboj Istok
- Gradačac
- Gračanica
- Kladanj
- Kalesija
- Lukavac
- Sapna
- Srebrenik
- Teočak
- Živinice
- Tuzla

### Cantone dell'Una-Sana
- Bihać
- Bosanska Krupa
- Bosanski Petrovac
- Bužim
- Cazin
- Ključ
- Sanski Most
- Velika Kladuša

### Cantone di Zenica-Doboj
- Breza
- Doboj jug
- Kakanj
- Maglaj
- Olovo
- Tešanj
- Usora
- Vareš
- Visoko
- Zavidovići
- Zenica
- Žepče

## Comuni della Repubblica Serba di Bosnia ed Erzegovina

### Regione di Banja Luka
- Banja Luka
- Čelinac
- Gradiška
- Istočni Drvar (già Srpski Drvar)
- Jezero
- Kneževo
- Kostajnica (già Srpska Kostajnica e Bosanska Kostajnica)
- Kotor Varoš
- Kozarska Dubica
- Krupa na Uni
- Kupres
- Laktaši
- Mrkonjić Grad
- Novi Grad
- Oštra Luka (già Srpski Sanski Most)
- Petrovac
- Prijedor
- Prnjavor
- Ribnik (già Srpski Ključ)
- Srbac
- Šipovo
- Teslić

### Regione di Doboj
- Brod (già Srpski Brod e Bosanski Brod)
- Derventa
- Doboj
- Donji Žabar (già Srpsko Orašje)
- Modriča
- Pelagićevo
- Petrovo
- Šamac
- Vukosavlje

### Bijeljina
- Bijeljina
- Lopare
- Ugljevik

### Regione di Vlasenica
- Bratunac
- Milići
- Osmaci
- Srebrenica
- Šekovići
- Vlasenica
- Zvornik

### Regione della Sarajevo-Romanija
- Han Pijesak
- Istočna Ilidža (già Srpska Ilidža)
- Istočni Stari Grad (già Srpski Stari Grad)
- Istočno Novo Sarajevo (già Lukavica)
- Pale
- Rogatica
- Sarajevo Est (Istočno Sarajevo, già Srpsko Sarajevo)
- Sokolac
- Trnovo

### Regione di Foča
- Čajniče
- Foča (già Srbinje)
- Kalinovik
- Novo Goražde (già Ustiprača e Srpsko Goražde)
- Rudo
- Višegrad

### Regione di Trebigne
- Berkovići
- Bileća
- Gacko
- Istočni Mostar (già Srpski Mostar)
- Ljubinje
- Nevesinje
- Trebigne